# Urville, Calvados

Urville este o comună în departamentul Calvados, Franța. În 1 ianuarie 2022 avea o populație de 761 de locuitori.